# Philippe Quinault

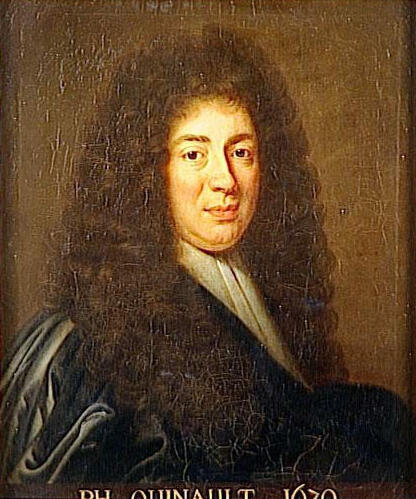
Philippe Quinault

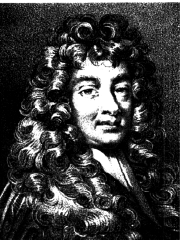
Philippe Quinault

Philippe Quinault (* 3. Juni 1635 in Paris; † 26. November 1688) war ein französischer Dichter, der sowohl für das Sprech- als auch für das Musiktheater Textbücher verfasste und insbesondere als Librettist und Assistent von Jean-Baptiste Lully bekannt wurde. Gemeinsam mit diesem verhalf er der französischen Oper im Wettbewerb mit dem italienischen Stil zum Durchbruch.
Als er 1674 Lullys Textdichter wurde, begann die Epoche der „Tragédie lyrique“, der großen tragischen Oper, an die später – im Übergang zur Aufklärung – beispielsweise Christoph Willibald Gluck anknüpfte. Die Libretti Quinaults haben Verwandtschaft mit der klassischen Tragödie von Corneille und Racine und hatten Erfolg, weil die Franzosen im Gegensatz zu den Italienern ein geordnetes, inhaltlich anspruchsvolles Textbuch bevorzugten (siehe auch Buffonistenstreit).
Ebenfalls 1674 wurde er zum Mitglied der Académie royale des inscriptions et belles-lettres gewählt.
Quinaults wohl erfolgreichstes Libretto und zugleich seine letzte Arbeit für die Bühne war Armide (1686). Die Thematik des Konflikts zwischen Heidentum und Christentum, aus dem das Christentum als Sieger hervorgeht, wählte er auf Geheiß des Königs. Dieser schien sich mit der pompösen Aufführung ein Jahr nach der Auflösung des Edikts von Nantes in seinem Kampf gegen das Heidentum ein Denkmal setzen zu wollen.
Dass Quinault 1685 außerdem das Livret zu Temple de la Paix schreiben musste, bescherte ihm eine „Verdopplung der Arbeit“, was bei ihm ein „Spucken von Blut verursachte“ – offenbar die Tuberkulose, an der er bald sterben würde –, wovon er nicht „gut geheilt“ war als er dies im Februar 1686 in einem Brief mitteilte. Im April des Jahres wurde Quinaults Bitte um Befreiung von seinen Pflichten bei der Oper publik, der König stimmte zu. Wie jener hatte Quinault sich in den letzten Jahren der Frömmigkeit zugewandt und seit 1684 drei seiner Töchter in einem Konvent bei Montargis untergebracht.
Ihm zu Ehren ist der Quinault-Pass auf der Alexander-I.-Insel in der Antarktis benannt.